# Ian Crocker
Ian Lowell Crocker (Portland (Maine), 31 augustus 1982) is een Amerikaanse voormalig zwemmer die gespecialiseerd is in de vlinderslag. Hij was tussen 26 juli 2003 en 9 juli 2009 wereldrecordhouder op de 100 meter vlinderslag (langebaan). Tussen 26 maart 2004 en 7 november 2009 was hij ook wereldrecordhouder op die afstand in klein bad.

## Carrière
Crocker maakte zowel in 2000 als 2004 deel uit van de Amerikaanse wisselslagestafette die olympisch goud veroverde, bovendien gebeurde dat tweemaal in een nieuw wereldrecord.
Dat Crocker deel uitmaakte van de winnende ploeg in Athene 2004 had hij te danken aan de afzegging van Michael Phelps. Die had zich in die estafetteploeg gezwommen door op de 100 meter vlinderslag goud te veroveren en Crocker naar de tweede plaats te verwijzen. Maar door oververmoeidheid na zijn zware programma besliste Phelps zijn plekje af te staan aan Crocker. Die vervolgens bedankte door de snelste splittijd ooit neer te zetten voor een vlinderslagzwemmer in de estafette.
Maar dat hij tot de absolute wereldtop behoort, had Crocker eerder al getoond en ook daarna liet hij meermaals zien dat hij zijn plaatsje wel degelijk verdient.
Ian Crocker debuteerde olympisch in 2000, als jongste zwemmer in de finale van de 100 meter vlinderslag kwam hij 22 honderdsten tekort voor brons. Een jaar later bij de wereldkampioenschappen in Fukuoka pakte hij zijn eerste medaille op een individueel nummer, zilver op de 100 meter vlinderslag.
Die 100 meter vlinderslag is zijn domein, dat bewees hij door twee jaar later in Barcelona goud te veroveren in een nieuw wereldrecord: met 50,98 is hij de eerste zwemmer die onder de 51 seconden dook. Hij breidde zijn succes nog uit door ook nog zilver op de 50 meter vlinder te veroveren en met de Amerikaanse wisselslagestafette de wereldtitel en het wereldrecord mee naar huis te nemen.
Bij de Olympische Spelen van Athene moest hij op de 100 meter vlinder in een bloedstollend gevecht met slechts 4 honderdsten de duimen leggen voor zijn landgenoot Michael Phelps. Goud bracht hij wel mee uit Griekenland, met de wisselslagestafette werd hij eerste en ook een bronzen medaille werd gehaald als startzwemmer van de 4x100 meter vrije slag estafette.
Dat Crocker na de Olympische Spelen nog niet was uitgezwommen bewees hij nog geen twee maanden later in het 25 meterbad van Indianapolis. Bij de wereldkampioenschappen kortebaan in eigen huis kon Crocker zijn klasse nog maar eens etaleren. Goud op de 50 meter vlinderslag in een nieuw wereldrecord, goud op de 100 meter vlinderslag in een nieuw kampioenschapsrecord en een derde goud en tweede wereldrecord met de wisselslagestafette.
Bij de wereldkampioenschappen in 2005 was er alweer zilver op de 50 en goud op de 100 meter vlinderslag. Op die laatste afstand klopte hij Phelps en had hij zijn revanche voor de Spelen beet, bovendien stelde hij het wereldrecord scherper tot 50,40. Ook met de wisselslagestafette behaalde Crocker goud.
Twee jaar later in Melbourne startte Crocker met een zilveren medaille op de 50 meter vlinder, maar op de 100 meter ging het fout. Crocker beleefde een pijnlijke deja vu in zijn race tegen Michael Phelps: net als in Athene lag Crocker lange tijd voor maar kwam hij slecht uit bij het aantikken en zo was het uiteindelijk weer Phelps die met 5 honderdsten voorsprong won.
En de nachtmerrie bleef voortduren, in de series van de 4x100 meter wisselslag werden de VS gediskwalificeerd nadat Crocker bij zijn wissel te snel was gestart. Daardoor miste uitgerekend Phelps de kans op een recordaantal van 8 gouden medailles.
De Olympische Spelen in 2008 werd een teleurstelling voor Crocker, hij was niet in vorm en werd op zijn paradediscipline met 0,01 seconde van het brons gehouden door Andrew Lauterstein. Michael Phelps won die 100 meter vlinderslag en zo bleef Crocker enkel een plaatsje in de series van de 4x100 meter wisselslagestafette. In tegenstelling tot 4 jaar eerder zwom Phelps wel de finale en de estafette behaalde goud. Na die Spelen besliste Crocker een rustpauze in te lassen en niet meer competitief te zwemmen. Officieel heeft hij zijn afscheid aan de topsport nog niet aangekondigd. Samen met collega Longhorn en voormalig topzwemmer Neil Walker en James Fike richtte hij de Ian Crocker Swim School op.

## Belangrijkste resultaten
| Jaar | Olympische Spelen                                                              | WK langebaan                                                      | WK kortebaan                                           | PanPacs                              |
| ---- | ------------------------------------------------------------------------------ | ----------------------------------------------------------------- | ------------------------------------------------------ | ------------------------------------ |
| 2000 | 4e 100m vlinderslag · 4x100m wisselslag                                        |                                                                   | geen deelname                                          |                                      |
| 2001 |                                                                                | 5e 50m vlinderslag · 100m vlinderslag · DSQ 4x100m wisselslag     |                                                        |                                      |
| 2002 |                                                                                |                                                                   | geen deelname                                          | 100m vlinderslag                     |
| 2003 |                                                                                | 50m vlinderslag · 100m vlinderslag · 4x100m wisselslag            |                                                        |                                      |
| 2004 | 17e 100m vrije slag · 100m vlinderslag · 4x100m vrije slag · 4x100m wisselslag |                                                                   | 50m vlinderslag · 100m vlinderslag · 4x100m wisselslag |                                      |
| 2005 |                                                                                | 50m vlinderslag · 100m vlinderslag · 4x100m wisselslag            |                                                        |                                      |
| 2006 |                                                                                |                                                                   | geen deelname                                          | 100m vlinderslag · 4x100m wisselslag |
| 2007 |                                                                                | 50m vlinderslag · 100m vlinderslag · DSQ series 4x100m wisselslag |                                                        |                                      |
| 2008 | 4e 100m vlinderslag · 4x100m wisselslag · (Crocker zwom enkel de series)       |                                                                   | geen deelname                                          |                                      |

## Persoonlijke records

### Kortebaan
| Afstand          | Tijd  | Datum           | Plaats       |
| ---------------- | ----- | --------------- | ------------ |
| 50m vrije slag   | 21,44 | 25 maart 2004   | New York     |
| 100m vrije slag  | 46,25 | 27 maart 2004   | New York     |
| 50m vlinderslag  | 22,71 | 10 oktober 2004 | Indianapolis |
| 100m vlinderslag | 49,07 | 26 maart 2004   | New York     |

### Langebaan
| Afstand          | Tijd  | Datum            | Plaats   |
| ---------------- | ----- | ---------------- | -------- |
| 50m vrije slag   | 22,74 | 18 februari 2007 | Columbia |
| 100m vrije slag  | 49,73 | 17 augustus 2004 | Athene   |
| 50m vlinderslag  | 23,12 | 25 juli 2005     | Montreal |
| 100m vlinderslag | 50,40 | 30 juli 2005     | Montreal |